# Entité
Uma entité (plural: entités, equivalente a submunicípio) é uma subdivisão de um município da Valônia.
Cada entité era um município antes da reestruturação municipal e perdeu o estatuto de município a partir de janeiro de 1977.